# 国鉄
国鉄（こくてつ、英語: government-owned railway）は、国家が保有し、または経営する鉄道事業である。
日本においては特に日本国有鉄道の略称としても用いられる。

## 国鉄の形態

### 経営上の形態

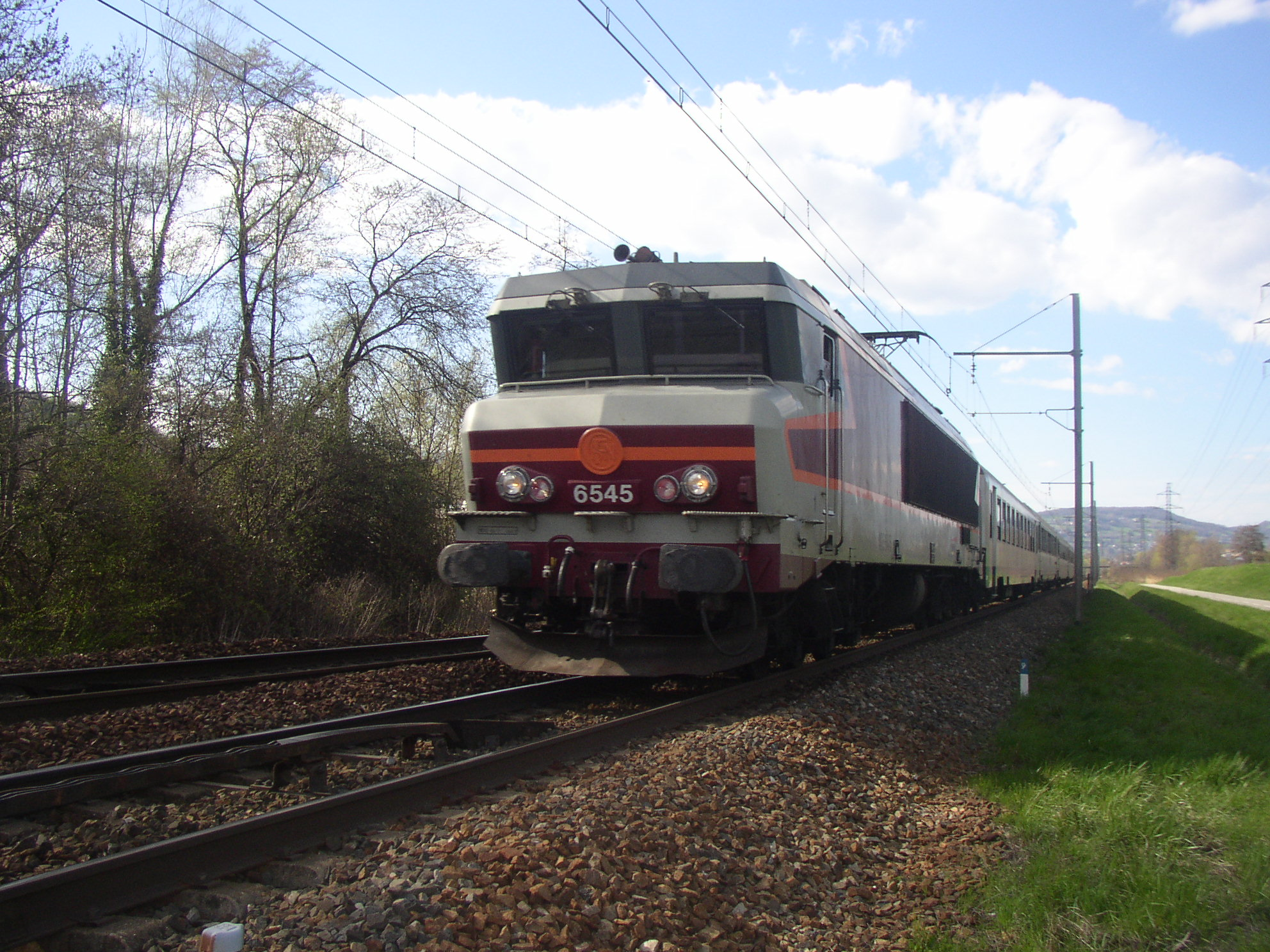
半官半民の株式会社として設立されたフランス国有鉄道（SNCF）。1982年に公社（商工業的公施設法人）へ転換したが、2020年に株式会社へ再転換した

国際的には以下の経営形態を持つ鉄道運営組織について、一般的に「国鉄」と称される。事業体の英称としては"State railway"、"National railway"などの語が用いられることが多い。日本の国鉄は国営時代に"Government Railways"または"Imperial Government Railways"、公社時代に"National Railways"と称した。
- 国家が保有するとともに、国家予算による国営事業として政府官庁が経営する「国営鉄道」（こくえいてつどう、台湾省虚省化後の中華民国の台湾鉄路管理局、1949年以前の日本の国有鉄道と2013年以前の中国鉄道部など）
- 政府出資による公共企業体などの非商事法人が経営する「国有鉄道」（こくゆうてつどう、日本国有鉄道、韓国鉄道公社、カナダのVIA鉄道、2013年から2018年までの中国鉄路総公司など）
- 政府出資による株式会社などの商事法人（国営企業・国有企業）が経営する「国有鉄道」（1982年までおよび2020年以降のフランス国有鉄道、1992年以降のオーストリア連邦鉄道、1994年以降のドイツ鉄道、2018年以降の中国国家鉄路集団など。アメリカ合衆国の全米鉄道旅客公社、日本の発足当初のJR7社および現在の北海道旅客鉄道、四国旅客鉄道、日本貨物鉄道もこの形態に準ずる）

事業体が法人形態を取る国では、商事法以外の特別法 を法人の設立根拠とする「特殊法人」または「特殊会社」のケースが少なくない。また旧共産圏諸国など、歴史的経緯から私鉄がほとんどなかった地域では、国営または国有の鉄道事業体であるにもかかわらず、単に「鉄道」「鉄道企業体」などと呼称し、事業体の名称および略称に「国鉄」に相当する用語を用いないケースもある。

### 設立経緯・目的上の形態
設立の経緯・目的の面からは、国鉄は以下の3つの形態に分類される。
地域開発・産業振興目的
地域開発や産業振興の目的で国が先行投資として建設したもの。私鉄と並存している形態が多い。（日本の官設鉄道、ドイツの邦有鉄道、ベルギー国鉄など）
全国統一鉄道網を形成する目的
軍事上・産業上の要請から私鉄を買収して全国的に統一された鉄道網を形成する目的のもの。（日本の国有鉄道、スイス連邦鉄道、ドイツ国営鉄道、イギリス国鉄など）
私鉄の救済目的
経営の立ち行かなくなった私鉄を救済して国有化したもの。私鉄では経営できない人口希薄な場所へ建設するものを含む。（フランス地方鉄道、ベルギーのNMVB/SNCV、アメリカのコンレールなど）

## 歴史

### 国鉄の誕生と鉄道網の一元化
世界で初めて蒸気機関車による公共鉄道として開通したイギリスのストックトン・アンド・ダーリントン鉄道や、初めての実用的な蒸気鉄道であるとされるリバプール・アンド・マンチェスター鉄道をはじめとする初期の鉄道は、いずれも私鉄として開業した。ただし運輸安全体制の確保や、公共性の高い事業でありながら独占となりがちな経営形態から、早くから国による規制と許認可の制度が作られた。また多くの国で鉄道建設に対して補助金が支給された。
世界で最初の国有鉄道は、1835年にベルギーで開通した。1830年にオランダから独立したベルギーでは、独立戦争で荒廃した国土の再建と経済開発を進めるために国有の鉄道網を計画し、国土を東西方向と南北方向に結ぶ十字形の路線を建設した。しかし当時は全国統一の路線網を形成する意図はなく、国内鉄道の営業距離は私鉄の方が長かった。
各領邦に分かれていたドイツでは領邦ごとに鉄道網の建設が行われ、このうち各領邦政府が自ら建設した鉄道については国家鉄道 (邦有鉄道、Staatsbahn) と呼ばれた。プロイセンで領邦内の私鉄を買収して鉄道網を邦有鉄道に一元化したのを皮切りに、他の領邦でも第一次世界大戦の時期にかけて同様の施策が取られた。ただし、ドイツ帝国による統一後も帝国直轄の鉄道はエルザス＝ロートリンゲン鉄道のみだった。各邦有鉄道は大戦後の1920年に統合され、ドイツ国営鉄道 (Deutsche Reichsbahn) が発足した。
フランスでは、6大鉄道と呼ばれる民間の大鉄道会社が政府の保護の下に鉄道網を広げていた。一方で経営難に陥っていた地方の中小私鉄を救済するため、1878年にこれらを国有化した国有鉄道 (Chemin de Fer de l'État) が発足した。さらに1909年には大手私鉄のうち西部鉄道が経営破綻し、これも国有鉄道に吸収された。また第一次世界大戦後にフランス領に復帰したアルザス＝ロレーヌの鉄道も国有（ただしÉtatとは別組織のアルザス＝ロレーヌ鉄道）とされた。1937年には、残る主要私鉄と国が共同出資して設立した株式会社のフランス国有鉄道 (Société Nationale des Chemins de fer Français) に鉄道網が統一された。
大規模な国有化による全国的な国鉄網の形成は、第一次世界大戦前にはスイス（1902年）、イタリア（1905年）、日本（1907年）などで行われた。第一次世界大戦と第二次世界大戦の間にはドイツ（1920年）、オーストリア（1924年）、ベルギー（1926年）、オランダ、フランス（ともに1937年）など、多くのヨーロッパ諸国で同様の国鉄網整備が進んだ。

### 英米の「国鉄」
イギリスの鉄道網は、鉄道誕生以来私鉄のみで構成された。第一次世界大戦の戦時体制で一時的に各私鉄が国の監督下に置かれ、大戦後には国有化も検討されたが、結局「1921年鉄道法」により4大民営鉄道会社 (Big Four) に再編されるにとどまった。各鉄道会社は第二次世界大戦でも国の監督下に置かれたあと、戦後の1948年に政府のイギリス運輸委員会 (British Transport Commission) に経営移管され、イギリス国鉄 (British Railways) となった。
アメリカでは、初期から私鉄の建設について州や連邦政府が手厚い保護を行ったが、連邦政府が全国的な鉄道網を保有したことは一度もない。第一次世界大戦中には政府による各私鉄の輸送統制組織としてアメリカ合衆国鉄道管理局が設立された。またアラスカ州では開拓促進を目的としてアラスカ鉄道を連邦政府が所有していたことがある。
第二次世界大戦後、航空機や自動車との競合で各鉄道会社の経営が悪化した。1971年には、採算が特に悪化していた長距離の旅客鉄道を存続させるため、連邦政府が出資してアムトラック（全米鉄道旅客公社、National Railroad Passenger Corporation）が設立された。アムトラックは北東回廊など一部を除いて線路は所有せず、私鉄各社から線路を借りて旅客列車を運行している。これとは別に経営破綻した北東部私鉄各社の救済を目的に、1976年に連邦政府資本によるコンレール（統合鉄道公社、Consolidated Rail Corporation）が発足し事業を継承したが、その後1999年、民間鉄道会社へ再売却された。

### 経営改善の試みとサービス維持への再改革
多くの国では1960年代以降、国鉄の経営悪化とその改善が大きな問題となった。イギリス国鉄は1963年、ビーチング・アックスと呼ばれる大規模なローカル線の廃止やサービスの統廃合を進め、西ヨーロッパ諸国や日本でも同じような動きが進められた。
日本では、国家行財政から鉄道事業を切り離すことを目的に1987年に「国鉄分割民営化」が行われ、列車を運行する鉄道事業者が路線等の固定資産も保有しそれを独占使用する「垂直統合組織」（Vertically integrated organisation）の形態を維持したまま、国有資産であった鉄道資産および事業をすべて民有とする政策が実施されたが、構造上競争原理の導入が期待できないこうした垂直統合型の商事法人化を行った国は日本以外にはロシア（2003年）、ベトナム（2010年）など、旧共産圏を中心としたごく一部にすぎず、世界的にはあまり行われていない。
ヨーロッパなど多くの国では、単純な商事法人化を主目的とした日本のような民営化とは全く方向性が異なり、国鉄網を利用した列車運行事業の国家独占を解消する「鉄道自由化」による経営改善が行われた。具体的には、道路交通や海運、航空のように施設保有管理（運行管理を含む）事業と列車運行事業を切り離す「上下分離方式」を採用し、鉄道の固定資産を国民の公共財産として国家機関または国家資本による事業体が管理維持しつつ、その施設を民間事業者に広く開放し利用料を徴収する「オープン・アクセス」制度を導入した。参入した列車運行会社のうちフランチャイズ方式によらないものは「オープン・アクセス・オペレーター」と呼ばれる。
その前提として、国鉄事業から分轄された列車運行事業体について、多くの国で新規参入が見込まれる純民間資本の事業者と同等の商事法人に転換させる形態が採られた。株式を民間会社または他国の国鉄系事業者に売却した一部の国の貨物列車運行事業体を除き、現在もほとんどの国の事業体が当該国の国家資本による企業（国有企業）であり、純民間資本の事業者とともに列車運行事業を継続している。
一方、民間資本による運営により、老朽化した施設の更新が進まなかったり、経営悪化を理由に列車運休が多発したりして、公共鉄道サービスが維持できないケースもあり、フランチャイズ制を採る英国では解決策として2024年に旅客鉄道事業の再国有化を決め、2025年から2027年にかけて順次国有化を進めている。

## 欧州のオープン・アクセス・オペレーター化

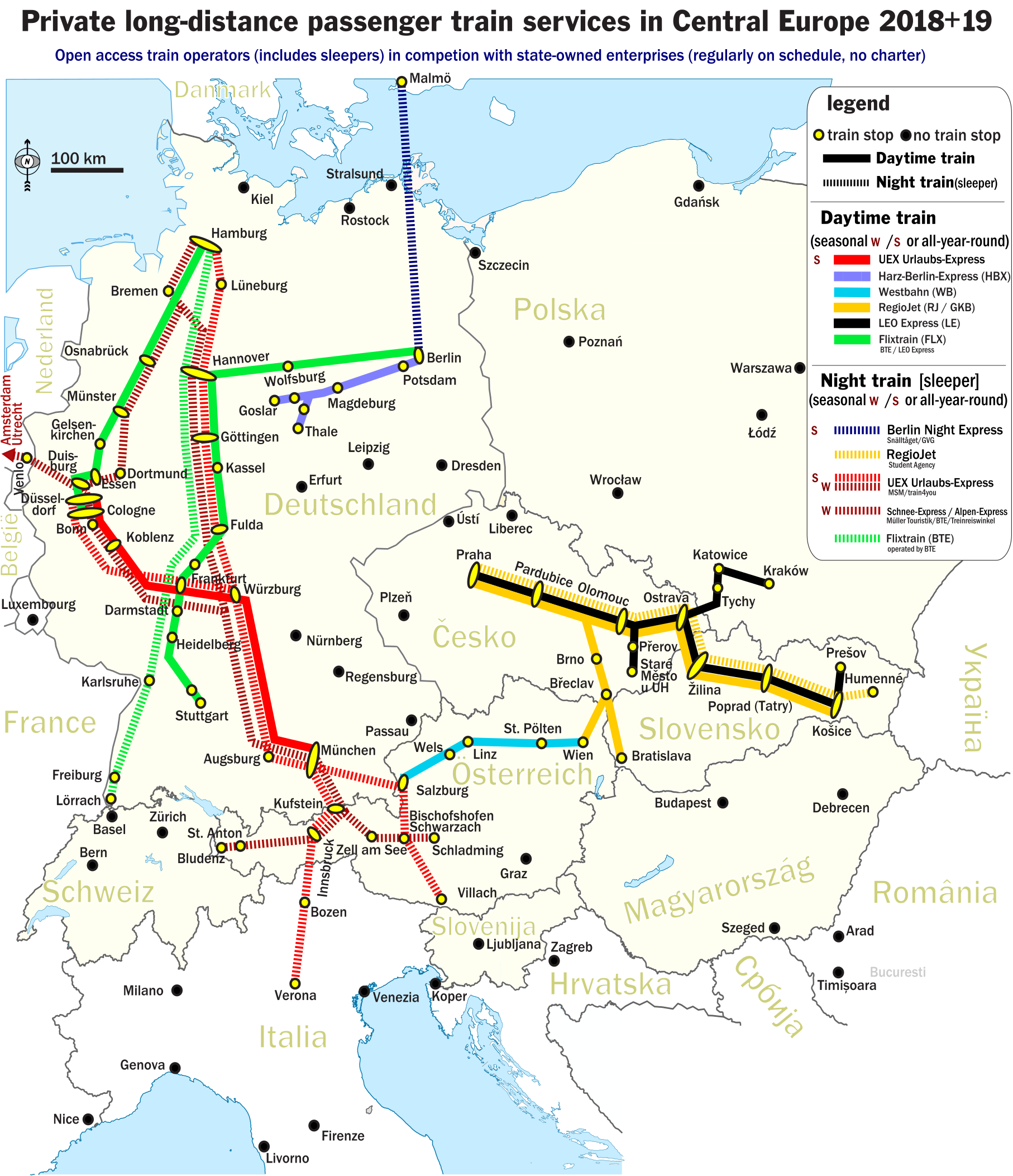
中央ヨーロッパの純民間旅客鉄道輸送事業者による長距離旅客鉄道サービスの地図。各国の国鉄系旅客鉄道輸送事業者と競合している

ヨーロッパでは、欧州経済共同体（EEC）が1991年、陸運分野における鉄道の競争力向上を目指したEEC指令91/440号（EEC Directive 91/440、欧州連合発足後のEU指令91/440号、現・単一欧州鉄道指令2012 2012/34/EU、en:Single European Railway Directive 2012）を作成し、同年9月13日に発効した。
これはEEC加盟各国に対し、1992年12月30日を期限として、鉄道貨物サービスおよび国際旅客サービスを行う独立した列車運行事業法人が各国の国鉄線において同一のアクセス権を得ることを法的に担保することを義務化したものである。
しかし採算性が低く商業的に経営困難な場合が多い国内の地域旅客輸送事業については、公共性の観点からオプションとし、義務化の対象には含めていない。
各国政府にあっては国鉄事業を「鉄道輸送サービスの提供に関連する事業」と「鉄道インフラの管理に関連する事業」に分離することを定め、各列車運行事業者の平等な施設利用を実現するため、組織的な分割のみならず、国庫から一方の事業名目で支出された資金を他方の事業に転用することを禁じるなど、会計上も明確に分離することを求めた。
この指令は国鉄事業の民営化（商業法人化）を直接求めるものではなかったが、鉄道事業を自由化し国家による独占状態を解消することが目的であったため、指令発効を受け加盟各国の多くで国鉄事業体の商業法人への転換が行われた。
さらに2004年には国際的な相互運用拡大や貨物輸送の開放拡大、安全強化などの法令を整備する「第二鉄道パッケージ」（EU指令2004/49/EC、同2004/50/EC、同2004/51/ECおよびEU規則EC881/2004）、2007年には旅客輸送のより完全なオープンアクセス化および関連する動力車乗務員の免許規定などを定めた「第三鉄道パッケージ」（EU指令2007/58/EC、同2007/59/ECおよびEU規則1370/2007、同1371/2007）が発効した。

### 事業分離の各国状況
線路や駅などを保有・維持管理し、各列車運行事業者の施設利用申請を受け付け、各事業者の列車の運行管理を行って利用料を徴収する鉄道施設保有管理事業については、国有資産を用いた事業であることから、多くの国で現在も国が出資した法人等が所管している。施設保有管理事業をさらに鉄道駅などの営業関係施設管理運営事業と線路や信号設備などの路線管理・運行管理事業に分け、それぞれを別の子会社に分離したドイツ（2008年再統合）やオーストリアなどのケースもみられる。
国鉄または旧国鉄法人側に施設保有管理事業を残し、列車運行事業について新設法人に移管した国では多くの場合、両事業のスムーズな完全分離が実現したが、フランスなど、旧国鉄法人を列車運行事業者とし、施設保有管理事業を新設法人側に移管した国では、列車運行事業者となった旧国鉄法人が新設法人から施設管理業務を受託する形を採って受託費用と施設利用料を帳簿上相殺するという抜け道で、旧国鉄法人が両事業を引き続き支配し、実質的に他の列車運行事業者の新規参入を妨害するケースが目立った。
このうち、2004年に予定していたEU加盟条件のクリアに迫られて2003年、路線施設の保有管理事業について新設法人（鉄道輸送路線管理公団、現・鉄道管理公団）に移管して株式会社に転換したチェコ鉄道株式会社（ČD）では、列車運行事業者であるにもかかわらず法定の国鉄法人として引き続き駅などの営業施設保有管理事業を続けた上、路線保有管理事業についても公団から丸ごと受託する形を採って事実上の国鉄線独占状態を続けたため、国内の民間列車運行事業者でつくる鉄道事業者協会（Sdružení železničních společností）が2005年、悪質であるとして政府とČDを名指しで批判する共同声明を出す事態に発展した。
こうした事態を受け欧州委員会は2010年6月、列車運行事業と施設管理事業の分離が不十分で、旧国鉄以外の民間列車運行事業者に対する平等なアクセス権がなお確立されていないとして、加盟国中13か国（オーストリア、チェコ、ドイツ、ギリシャ、フランス、ハンガリー、アイルランド、イタリア、ルクセンブルク、ポーランド、ポルトガル、スロベニア、スペイン）の政府を欧州司法裁判所に提訴した。
ドイツとオーストリアに関しては、共に両事業を所管する法人が同一企業グループ傘下にあるものの、仕組み上列車運行事業者による施設管理事業への干渉は起こりえず、平等なアクセス権は担保されているとして訴えが退けられた。また多くの政府が自国の訴追を受け指令遵守に向けて腰を上げたものの、裁判ではポルトガル、スペイン、ハンガリーについてはEU指令が完全遵守されていないと明確に認められ、欧州司法裁判所はこのうちハンガリーとスペインについて2013年2月、「鉄道自由化に失敗している」との判決を下した。敗訴したハンガリーやスペインを含む11か国では訴追以後、再度の法令改正や組織改正、運用の見直しが行われ、国鉄事業の透明化が進められた。

### 列車運行事業の状況
国鉄の列車運行事業の列車運行事業者への承継にあたっては、多くの国で規模が大きく収益性が高い貨物を旅客から分割した。オープンアクセス義務化の対象外となった国内の地域旅客輸送事業については、多くの国で線区別や地域別にフランチャイズ制を導入し、国や関係地方自治体、またはそれに準じる法人が行う一般競争入札等により運行事業者が決定され列車運行が行われている。またイギリスにあっては承継法人を特に設けず、入札による地域別のフランチャイズ制を導入して駅の営業やダイヤ設定など営業事業全体を純民間事業者に任せる形とした。
現在はすべてのEU加盟国の列車運行事業者が、旧国鉄系および純民間の区別なく他加盟国の国鉄線上における貨物・旅客輸送サービスを手がけることが認められており、各国の輸出入の基軸である鉄道貨物輸送を中心に、数多くの民間事業者が新規に事業参入している。旧ドイツ連邦鉄道（DB）の貨物列車運行事業者、DBシェンカーレール（現DBカーゴ）のイギリス子会社DBシェンカーレールUK（現DBカーゴUK）の子会社、英ユーロカーゴレール（Euro Cargo Rail）がフランスとスペインにおける貨物列車運行事業を手がけるといった、自由化以前には見られなかった国際的な事業展開も一般的となった。
地域旅客輸送事業については、地域別などにさらに分割する国もあったが、旅客を4社分割（2001年）したポーランド国鉄（PKP）では2010年、PKPグループから離脱し国内各県政府共同出資企業となった地域旅客列車事業者の地域交通有限責任会社（PR、現Polregio）と標準軌線施設保有管理事業者であるPKPポーランド鉄道線株式会社（PKP PLK）が対立し列車運行に影響が出た上、同年冬のダイヤ改正ではPKP PLKおよび旅客・貨物列車運行事業者5社間の調整が改正当日までつかずに全国で列車運行が大混乱に陥り、政府の鉄道所管省庁である施設省大臣と、PKPグループ持株会社で国鉄事業の統括を兼ねるPKP株式会社（PKP SA）のCEOが、共に引責辞任に追い込まれる事件も起きた。
一方鉄道貨物では、旧オーストリア連邦鉄道（ÖBB）であるレールカーゴオーストリア（Rail Cargo Austria、オーストリア）子会社となった旧ハンガリー国家鉄道のMÁVカーゴ貨物輸送（MÁV Cargo、現レールカーゴハンガリア）のように、他国の旧国鉄系グループ傘下となるケースも多く見られる。特にDBカーゴはオランダNSカーゴ（現DBカーゴニーダーランド）、イギリスEWS（現DBカーゴUK）、デンマークDSB貨物（現DBカーゴスカンジナビア）など各国の旧国鉄系貨物列車運行事業者を次々に買収し傘下に収めているほか、フランス国鉄（SNCF）も同様に各国で大規模な買収を繰り返し、共に鉄道貨物における国際シェアを拡大している。この結果、特に西ヨーロッパの鉄道貨物輸送においてはDBグループとSNCFグループの2大グループがシェアの大半を占め、かつての国家独占とは異なる形態での寡占状態が生まれつつある。

## 英国の鉄道再国有化

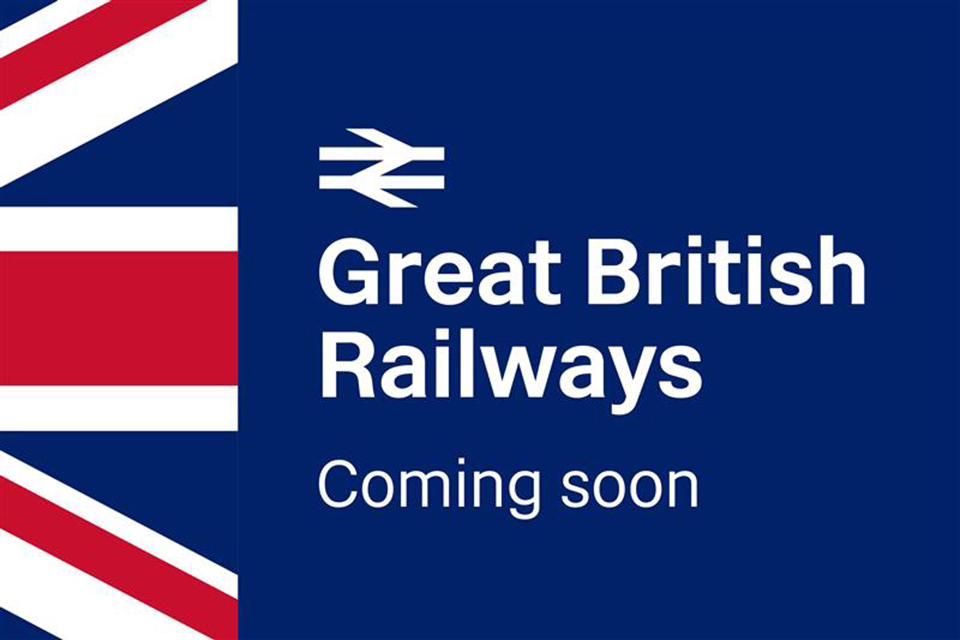
2025年に始まった各TOCの再国有化が順次実施される間使用されている「グレートブリティッシュレールウェイズ・カミングスーン」ロゴマーク。イギリス国鉄（BR）のシンボルマーク「ダブルアロー」をあしらっている

1994年から1997年にかけての民営化施策でイギリス国鉄（BR）を運営していた特殊法人のイギリス鉄道総局（British Railways Board）を解体し、鉄道に関する営業事業を完全に民間企業へ解放していたイギリスでは2020年、すべての旅客鉄道運営会社（TOC）が新型コロナウイルス感染症流行に伴う緊急復旧措置協定を政府との間で締結した。これは旅客鉄道サービスのフランチャイズシステムを一部変更して各社の収支を国が管理する協定で、緊急措置とはいえ事実上の旅客鉄道事業の再国有化となった。
さらにイギリス政府は2021年5月、運輸省所管の国有企業体「グレートブリティッシュレールウェイズ」（GBR, Great British Railways）を設立し、国が全国の鉄道網の運営を所管する提案を示した。
これは民営化で駅の運営やダイヤ設定など担当路線の営業事業全体をフランチャイズで獲得した民間の鉄道運営会社によって、自社の経営状況を理由とした列車の削減や運行取りやめ、駅施設の荒廃といった公共サービスの低下がもたらされたことを背景に、ブリティッシュエアウェイズの元CEOで実業家のキース・ウィリアムスらが中心となって2018年から検討作業を進めていたものである。
具体的には、運輸省が持つ鉄道行政機能の一部と現在のネットワークレール社などを国有企業体であるGBRに統合するもので、提案では北アイルランドを除くすべての鉄道駅とほぼすべての鉄道インフラをGBRが保有して駅やインフラの更新を推進するとともに、フランチャイズ制を廃止して民間資本の役割を列車運行事業のみに縮小し、鉄道全体の運営はGBRが所管することで、国が公共サービスとしての鉄道営業の水準維持を担保する構想が示された。
この再国有化計画は、かつて民営化を行った保守党政権が推進し、政府は2023年、GBR本社をダービーに置くことを決定。GBRは全国で同一水準の共通サービスを鉄道利用客に提供することをポリシーとし、シンボルマーク「ダブルアロー」をはじめとする、BR時代の制式システムを踏まえた統一サインシステムを全国の駅などにおいて復活使用するとした。
2024年の総選挙では労働党に政権交代したが、同党も保守党の再国有化計画を事実上承継し、その上で補償費用回避のために各TOCとの契約期限切れを待って2027年にかけて順次旅客鉄道事業（営業事業および営業施設保有運営事業）を国有化することになった。GBRは現在の各TOCとネットワークレール社、国有鉄道事業者のDfTオペレーター社（2018年設立）、運輸省所管の一部業務、TOC事業者でつくるレールデリバリーグループ社の一部事業を承継する。貨物鉄道事業は対象に含まれず、国有化費用圧縮のために車両に関しては現在と同様に民間のリース会社の保有となる。
旅客鉄道サービス（国有化）法は2024年11月に可決成立し、最初の国有化TOCとしてウォータールー駅を拠点とするサウスウェスタン鉄道の事業が2025年5月25日にDfTオペレーター社に移管され、サウスウェスタン鉄道はDfTオペレーター社子会社の新法人に移行した。

## 各国の国鉄

### 日本
日本においては、明治期に政府が開設し運営していた国営の官設鉄道（官鉄）がはじまりである。のち1906年の鉄道国有法による鉄道国有化で、政府が自ら建設した官鉄線と日本鉄道など当時の大手私設鉄道17社を買収統合した国営の新しい鉄道網について、新たに「国有鉄道」（国鉄）と称した。
国有鉄道は政府官庁である工部省、逓信省、鉄道院、鉄道省、運輸通信省、運輸省によって、国の帝国鉄道会計（1946年度まで）および国有鉄道事業特別会計（1947年度・1948年度）による国営事業として運営された。1949年からは、日本国有鉄道法に基づき、政府出資の公共企業体（公社）である日本国有鉄道が行う国の公共事業として、1987年まで運営された。戦後においては、日本国有鉄道の略称としての「国鉄」の呼称が広く普及した。
日本国有鉄道は1987年の国鉄分割民営化で事業を政府出資による新設のJRグループ各法人に承継し、未承継分の清算事業を行う日本国有鉄道清算事業団に移行した（「JR会社法」も参照）。発足した当時のJR7社、および現在の北海道旅客鉄道（JR北海道）、四国旅客鉄道（JR四国）、日本貨物鉄道（JR貨物）については、全株式を政府が保有する株式会社（特殊会社）の鉄道事業体であり、国際的には国有鉄道に準じた経営形態であるものの、日本国内においては国鉄とはみなされていない。

### アジア
- 日本国有鉄道（1949年 - 1987年）
  - 日本国有鉄道発足（1949年）以前の日本の国有鉄道については鉄道省（鉄道院、帝国鉄道庁含む）、運輸通信省 (日本)も参照。
- 韓国鉄道公社
  - 韓国鉄道公社発足（2005年）以前の韓国の国有鉄道については鉄道庁 (韓国) を参照。
- 中華民国（台湾）の国営鉄道は台湾鉄路管理局を参照。
- 中国国家鉄路集団（中華人民共和国の鉄道）
- 朝鮮民主主義人民共和国鉄道省

- モンゴル鉄道
- フィリピン国鉄
- ベトナム国鉄（2003年、ベトナム鉄道公社へ。2010年、国営有限責任会社に転換）
- ラオス国鉄
- カンボジア王立鉄道（2009年まで。現在は、ロイヤル・グループが運営）
- タイ国有鉄道
- マレーシア鉄道公社 (KTMB)
- インドネシア国鉄 (PT. Kereta Api Indonesia)
- インド国鉄
- ネパール鉄道
- スリランカ鉄道
- パキスタン鉄道
- バングラデシュ鉄道
- イラン・イスラーム共和国鉄道
- イラク共和国鉄道
- サウジアラビア
  - サウジアラビア鉄道公社
  - サウジアラビア鉄道機構
- トルコ国鉄

### ヨーロッパ

#### EU加盟国およびイギリス
現行の事業体を太字で示す。事業体については原語名称に沿った訳名および設立年を示し、日本において特に通称がある場合はさらに付記した。戦時下の他国占領に伴う短期間の組織改編は除く。政府省庁直営の場合は原則として鉄道名を示すが、特別法による特別な法人格の事業体名称の場合もある。持株法人は国鉄事業を自らは行わず出資により関係各事業法人の統括を目的とする法人が設けられている場合を示す。各事業法人についてはのちの売却等により国や持株法人との資本関係が解消されたものも含む。
| 国名                          | EU指令対応前の国鉄事業体 | EU指令対応前の国鉄事業体 | EU指令対応後の国鉄事業体 | EU指令対応後の国鉄事業体 | EU指令対応後の国鉄事業体 |
| 国名                          | EU指令対応前の国鉄事業体 | EU指令対応前の国鉄事業体 | 路線施設・営業施設保有管理事業法人 | 列車運行サービス事業法人 | 持株法人 |
| ----------------------------- | --- | --- | --- | --- | --- |
| アイルランド                  | - アイルランド輸送機構株式会社（CIÉ） Córas Iompair Éireann private company（1945年） →アイルランド輸送機構（CIÉ） Córas Iompair Éireann（1950年） - →【鉄道部門分離】アイルランド鉄道（IÉ） Iarnród Éireann（1987年） | - アイルランド輸送機構株式会社（CIÉ） Córas Iompair Éireann private company（1945年） →アイルランド輸送機構（CIÉ） Córas Iompair Éireann（1950年） - →【鉄道部門分離】アイルランド鉄道（IÉ） Iarnród Éireann（1987年） | - アイルランド鉄道（IÉ） Iarnród Éireann（1987年） | - アイルランド鉄道（IÉ） Iarnród Éireann（1987年） | - アイルランド輸送機構（CIÉ） Córas Iompair Éireann（1950年） ※1987年持株法人化 |
| イギリス 北アイルランドを除く | - イギリス運輸委員会（BTC / イギリス国鉄、BR） British Transport Commission（1948年） →イギリス鉄道総局（BRB / BR） British Railways Board（1963年） | - イギリス運輸委員会（BTC / イギリス国鉄、BR） British Transport Commission（1948年） →イギリス鉄道総局（BRB / BR） British Railways Board（1963年） | - 路線施設保有管理：レールトラック株式公開会社（Railtrack） Railtrack PLC（1994年） →ネットワークレール保証責任会社（Network Rail） Network Rail GLC（2002年） - 営業施設保有管理：DfT OLRホールディング持株会社（DOHL） DfT OLR Holdings Limited（2018年） →DfTオペレーター持株会社（DFTO） DfT Operator Limited（2024年） ※鉄道フランチャイズ企業の経営破綻時および2025年以降の旅客鉄道運営事業者国有化にあたり子会社を設立して承継事業を行う国有企業 - →【統合】グレートブリティッシュレールウェイズ（GBR） Great British Railways（2027年発足見込み） | - DfT OLRホールディング持株会社（DOHL） DfT OLR Holdings Limited（2018年） →DfTオペレーター持株会社（DFTO） DfT Operator Limited（2024年） ※経営破綻および国有化した鉄道運営事業者から承継したフランチャイズ事業のうち列車運行事業所管分 | － |
| イギリス 北アイルランド       | - アルスター輸送営団（UTA） Ulster Transport Authority（1948年） →NI鉄道（NIR） NI Railways（1967年） | - アルスター輸送営団（UTA） Ulster Transport Authority（1948年） →NI鉄道（NIR） NI Railways（1967年） | - NI鉄道（NIR） NI Railways（1967年） | - NI鉄道（NIR） NI Railways（1967年） | - 北アイルランド輸送持株会社（NITHCo） Northern Ireland Transport Holding Company（1967年） |
| ポルトガル                    | - ポルトガル鉄道線企業体有限責任会社（CCFP） Companhia dos Caminhos de Ferro Portugueses, S.A.R.L.（1910年） →ポルトガル鉄道線公社（CFP） Caminhos de Ferro Portugueses, E.P.（1975年） | - ポルトガル鉄道線企業体有限責任会社（CCFP） Companhia dos Caminhos de Ferro Portugueses, S.A.R.L.（1910年） →ポルトガル鉄道線公社（CFP） Caminhos de Ferro Portugueses, E.P.（1975年） | - 国有鉄道網公社（REFER） Rede Ferroviária Nacional, E.P.（1997年） →国有鉄道網公共事業体（REFER） Rede Ferroviária Nacional, E.P.E（2008年） - →【統合】ポルトガル施設株式会社（IP） Infraestruturas de Portugal, S.A.（2015年） ※国道管理法人・ポルトガル道路株式会社（Estradas de Portugal S.A.）との合併 | - ポルトガル鉄道線公社（CFP） Caminhos de Ferro Portugueses, E.P.（1975年） →ポルトガル列車公共事業体（CP） Comboios de Portugal, E.P.E.（2009年） | － |
| スペイン                      | - 標準軌・広軌：スペイン国有鉄道網公社（RENFE） E.P. Red Nacional de los Ferrocarriles Españoles（1941年） - 狭軌：狭軌鉄道公社（FEVE） E.P. Ferrocarriles de Vía Estrecha（1965年） | - 標準軌・広軌：スペイン国有鉄道網公社（RENFE） E.P. Red Nacional de los Ferrocarriles Españoles（1941年） - 狭軌：狭軌鉄道公社（FEVE） E.P. Ferrocarriles de Vía Estrecha（1965年） | - 鉄道施設管理公社（ADIF） E.P. Administrador de Infraestructuras Ferroviarias（2005年） | - 旅客：レンフェ旅客株式会社（Renfe Viajeros） Renfe Viajeros S.A.（2005年） - 貨物：レンフェ貨物株式会社（Renfe Mercancías） Renfe Mercancías S.A.（2005年） | - レンフェ運用体公共事業体（Renfe） E.P.E. Renfe Operadora（2005年） ※施設保有管理事業を除く国鉄事業体の持株法人 |
| イタリア                      | - 国家鉄道自治企業体（イタリア国鉄、FS） Azienda autonoma delle Ferrovie dello Stato（1905年） →国家鉄道公共事業体（FS） E.P.E Ferrovie dello Stato（1986年） | - 国家鉄道自治企業体（イタリア国鉄、FS） Azienda autonoma delle Ferrovie dello Stato（1905年） →国家鉄道公共事業体（FS） E.P.E Ferrovie dello Stato（1986年） | - 国家鉄道公共事業体（FS） E.P.E Ferrovie dello Stato（1986年） →イタリア鉄道網株式会社（RFI） Rete Ferroviaria Italiana S.p.A.（2001年） | - 国家鉄道輸送企業体株式会社（FS） Ferrovie dello Stato società di trasporti S.p.A（1992年） →イタリア鉄道輸送株式会社（ITF） Italiana Trasporti Ferroviari S.p.A.（1997年） →トレニタリア株式会社（Trenitalia） Trenitalia S.p.A.（2000年） - →【分割】旅客：トレニタリア株式会社（Trenitalia） Trenitalia S.p.A.（2000年） - →【分割】貨物：メルシタリアレール有限責任会社（Mercitalia Rail） Mercitalia Rail s.r.l.（2017年） | - 国家鉄道ホールディング有限責任会社（FS） Ferrovie dello Stato Holding s.r.l.（2000年） →国家鉄道株式会社（FS） Ferrovie dello Stato S.p.A.（2001年） →イタリア国家鉄道株式会社（FS） Ferrovie dello Stato Italiane S.p.A.（2011年） |
| フランス                      | - フランス鉄道国有企業体混合資本株式会社（フランス国有鉄道、SNCF） Société nationale des chemins de fer français SAEM（1937年） →フランス鉄道国有企業体商工業的公施設法人（SNCF） Société nationale des chemins de fer français EPIC（1982年） | - フランス鉄道国有企業体混合資本株式会社（フランス国有鉄道、SNCF） Société nationale des chemins de fer français SAEM（1937年） →フランス鉄道国有企業体商工業的公施設法人（SNCF） Société nationale des chemins de fer français EPIC（1982年） | - 路線施設保有管理：フランス鉄道網商工業的公施設法人（フランス鉄道線路事業公社、RFF） Réseau Ferré de France EPIC（1997年） →SNCFレゾ商工業的公施設法人（SNCF Réseau） SNCF Réseau EPIC（2015年） →SNCFレゾ株式会社（SNCF Réseau） SNCF Réseau SA（2020年） - 営業施設保有管理：フランス鉄道国有企業体商工業的公施設法人（SNCF） Société nationale des chemins de fer français EPIC（1982年） →SNCF駅関連株式会社（SNCF Gares） SNCF Gares & Connexions SA（2009年） | - フランス鉄道国有企業体商工業的公施設法人（SNCF） Société nationale des chemins de fer français EPIC（1982年） →SNCFモビリテ商工業的公施設法人（SNCF Mobilités） SNCF Mobilités EPIC（2015年） - →【分割】旅客：SNCF旅客株式会社（SNCF Voyageurs） SNCF Voyageurs SA（2020年） - →【分割】貨物：SNCF貨物株式会社（Fret SNCF） Fret SNCF SA（2020年） - 地方貨物鉄道受託事業等：地方工業鉄道単独株式会社（VFLI） Voies ferrées locales et industrielles SASU（1998年） - →貨物：キャプトレインフランス単独株式会社（Captrain France） Captrain France SASU（2021年） | - フランス鉄道国有企業体商工業的公施設法人（SNCF） Société nationale des chemins de fer français EPIC（1982年） →フランス鉄道国有企業体株式会社（SNCF） Société nationale des chemins de fer français SA（2020年） ※2015年以降持株法人化 |
| ベルギー                      | - ベルギー鉄道国有企業体有限責任会社（NMBS / SNCB） Nationale Maatschappij der Belgische Spoorwegen NV van Publiek Recht / Société Nationale des Chemins de fer Belges SARL（1926年） | - ベルギー鉄道国有企業体有限責任会社（NMBS / SNCB） Nationale Maatschappij der Belgische Spoorwegen NV van Publiek Recht / Société Nationale des Chemins de fer Belges SARL（1926年） | - 路線施設保有管理：インフラベル株式会社（Infrabel） Infrabel NV/SA（2005年） - 営業施設保有管理：ベルギー鉄道国有企業体有限責任会社（NMBS / SNCB） Nationale Maatschappij der Belgische Spoorwegen NV van Publiek Recht / Société Nationale des Chemins de fer Belges SARL（1926年） →ベルギー鉄道国有企業体有限責任会社（NMBS / SNCB） Nationale Maatschappij der Belgische Spoorwegen NV van Publiek Recht / Société Nationale des Chemins de fer Belges SARL（2014年） ※新社（旧NMBS/SNCBホールディング） | - ベルギー鉄道国有企業体有限責任会社（NMBS / SNCB） Nationale Maatschappij der Belgische Spoorwegen NV van Publiek Recht / Société Nationale des Chemins de fer Belges SARL（1926年） - →【分割】旅客：ベルギー鉄道国有企業体有限責任会社（NMBS / SNCB） Nationale Maatschappij der Belgische Spoorwegen NV van Publiek Recht / Société Nationale des Chemins de fer Belges SARL（1926年） →ベルギー鉄道国有企業体有限責任会社（NMBS / SNCB） Nationale Maatschappij der Belgische Spoorwegen NV van Publiek Recht / Société Nationale des Chemins de fer Belges SARL（2014年） ※新社（旧NMBS/SNCBホールディング） - →【分割】貨物：NMBS/SNCBロジスティクス株式会社（B-Cargo） NMBS/SNCB Logistics NV/SA（2011年） →Bロジスティクス株式会社（B Logistics） B Logistics NV/SA（2015年） →リネアス株式会社（Lineas） Lineas NV/SA（2017年） | - ベルギー鉄道国有企業体ホールディング株式会社（NMB/SNCB-Holding） Nationale Maatschappij der Belgische Spoorwegen Holding NV / Société nationale des chemins de fer belges Holding SA（2005年） ※2014年、 ベルギー鉄道国有企業体有限責任会社（旧社）を吸収合併しベルギー鉄道国有企業体有限責任会社（新社）に改組、事業法人に移行 - HRレール株式会社（HRRail） HRRail NV/SA（2014年） ※ベルギー鉄道国有企業体（新社）およびインフラベルの全従業員雇用法人 |
| オランダ                      | - オランダ鉄道株式会社（NS） NV Nederlandsche Spoorwegen（1938年） | - オランダ鉄道株式会社（NS） NV Nederlandsche Spoorwegen（1938年） | - 路線施設保有管理：NSレールインフラ管理有限責任会社（RIB） NS Railinfrabeheer BV（1995年） - 列車運行管理：鉄道交通管制有限責任会社 Railverkeersleiding BV（1995年） - 列車運行枠割当：レールネッド有限責任会社 Railned BV（1995年） - →【統合】路線施設保有管理・列車運行管理・運行枠割当：プロレール有限責任会社（ProRail） ProRail BV（2005年） - 営業施設保有管理：オランダ鉄道株式会社（NS） NV Nederlandsche Spoorwegen（1938年） | - 旅客：オランダ鉄道株式会社（NS） NV Nederlandsche Spoorwegen（1938年） - 貨物：NSカーゴ株式会社（NS Cargo） NS Cargo NV（1995年） →レールオン株式会社（Railon） Railon AG（2000年） →レールオンニーダーランド株式会社（Railon Nederland） Railion Nederland NV（2003年） →DBシェンカーレールニーダーランド株式会社（DB Schenker Nederland） DB Schenker Rail Nederland NV（2009年） →DBカーゴニーダーランド株式会社（DB Cargo Nederland） DB Cargo Nederland NV（2016年） | - NSレールインフラトラスト有限責任会社（RIT） NS Railinfratrust BV（1995年） →レールインフラトラスト有限責任会社（RIT） Railinfratrust BV（2002年） ※路線保有管理関係事業者の持株法人 |
| ルクセンブルク                | - ルクセンブルク鉄道国有企業体（CFL） Société nationale des chemins de fer luxembourgeois（1946年） | - ルクセンブルク鉄道国有企業体（CFL） Société nationale des chemins de fer luxembourgeois（1946年） | - ルクセンブルク鉄道国有企業体（CFL） Société nationale des chemins de fer luxembourgeois（1946年） - →【分割】施設保有管理：ルクセンブルク鉄道国有企業体（CFL） Société nationale des chemins de fer luxembourgeois（1946年） - →【分割】列車運行枠割当：鉄道管理庁（ACF） Administration des chemins de fer（2009年） ※ルクセンブルク政府モビリティ公共事業省外局 | - 旅客：ルクセンブルク鉄道国有企業体（CFL） Société nationale des chemins de fer luxembourgeois（1946年） - 貨物：CFLカーゴ株式会社（CFL cargo） CFL cargo SA（1997年） | － |
| ドイツ                        | - ドイツ国鉄道（ドイツ国営鉄道、DR） Deutsche Reichsbahn（1920年） - →ドイツ連邦共和国：ドイツ連邦鉄道（DB） Deutsche Bundesbahn（1949年） - →ドイツ民主共和国：ドイツ国鉄道（ドイツ国営鉄道、DR） Deutsche Reichsbahn（1949年） - →【統合】ドイツ鉄道株式会社（DB） Deutsche Bahn AG（1994年） | - ドイツ国鉄道（ドイツ国営鉄道、DR） Deutsche Reichsbahn（1920年） - →ドイツ連邦共和国：ドイツ連邦鉄道（DB） Deutsche Bundesbahn（1949年） - →ドイツ民主共和国：ドイツ国鉄道（ドイツ国営鉄道、DR） Deutsche Reichsbahn（1949年） - →【統合】ドイツ鉄道株式会社（DB） Deutsche Bahn AG（1994年） | - 路線施設保有管理：DBネッツ株式会社（DB Netz） DB Netz AG（1999年） - 営業施設保有管理：DBステーション&サービス株式会社（DB S&S） DB Station & Service AG（1999年） - →【統合】路線施設保有管理・営業施設保有管理：DBネッツェ株式会社（DB Netze） DB Netze AG（2008年） | - 長距離旅客：DB長距離交通株式会社（DB Fernverkehr） DB Fernverkehr AG（1999年） - 国内旅客：DBレギオ株式会社（DB Regio） DB Regio AG（1999年） - 都市旅客：DB都市交通株式会社（DB Stadtverkehr） DB Stadtverkehr AG（1999年） - →【統合】旅客：DBバーン株式会社（DB Bahn） DB Bahn AG（2008年） - 貨物：DBカーゴ株式会社（DB Cargo） DB Cargo AG（1999年） →レールオン株式会社（Railon） Railon AG（2000年） →DBシェンカーレール株式会社（DB Schenker） DB Schenker Rail AG（2009年） →DBカーゴ株式会社（DB Cargo） DB Cargo AG（2016年） | - ドイツ鉄道株式会社（DB） Deutsche Bahn AG（1994年） ※1999年持株法人化 |
| オーストリア                  | - 帝立王立国家鉄道（kkStB） k.k. Staatsbahnen（1884年） →オーストリア国家鉄道（ÖStB） Österreichische Staatsbahnen（1918年） →オーストリア連邦鉄道（BBÖ） Österreichische Bundesbahnen（1923年） →オーストリア国家鉄道（ÖStB） Österreichische Staatsbahnen（1945年） →オーストリア連邦鉄道（ÖBB） Österreichische Bundesbahnen（1948年） →オーストリア連邦鉄道有限会社（ÖBB） Österreichische Bundesbahnen GmbH（1992年） | - 帝立王立国家鉄道（kkStB） k.k. Staatsbahnen（1884年） →オーストリア国家鉄道（ÖStB） Österreichische Staatsbahnen（1918年） →オーストリア連邦鉄道（BBÖ） Österreichische Bundesbahnen（1923年） →オーストリア国家鉄道（ÖStB） Österreichische Staatsbahnen（1945年） →オーストリア連邦鉄道（ÖBB） Österreichische Bundesbahnen（1948年） →オーストリア連邦鉄道有限会社（ÖBB） Österreichische Bundesbahnen GmbH（1992年） | - 施設建設整備：ÖBB施設建設株式会社（ÖBB Infra-Bau） ÖBB-Infrastruktur Bau AG（2003年） - 路線施設保有管理：ÖBB施設運営株式会社（ÖBB Infra-Betrieb） ÖBB-Infrastruktur Betrieb AG（2003年） - →【統合】施設建設整備・路線施設保有管理：ÖBB施設株式会社（ÖBB-Infra） ÖBB-Infrastruktur AG（2009年） - 営業施設保有管理：ÖBB資産管理有限会社（ÖBB-Immobilien） ÖBB-Immobilienmanagement GmbH（2003年） | - 旅客：ÖBB旅客交通株式会社（ÖBB-Personenverkehr） ÖBB-Personenverkehr AG（2003年） - 貨物：レールカーゴオーストリア株式会社（Rail Cargo Austria） Rail Cargo Austria AG（2003年） | - オーストリア連邦鉄道ホールディング株式会社（ÖBB-Holding） Österreichische Bundesbahnen-Holding AG（2003年） |
| ハンガリー                    | - ハンガリー王立国家鉄道（MÁV） Magyar Királyi Államvasutakat（1868年） →ハンガリー国家鉄道（MÁV） Magyar Államvasutak（1949年） →ハンガリー国家鉄道有限責任会社（MÁV Rt.） Magyar Államvasutak Rt.（1993年） →MÁVハンガリー国家鉄道株式会社（MÁV Zrt.） MÁV Magyar Államvasutak Zrt.（2005年） | - ハンガリー王立国家鉄道（MÁV） Magyar Királyi Államvasutakat（1868年） →ハンガリー国家鉄道（MÁV） Magyar Államvasutak（1949年） →ハンガリー国家鉄道有限責任会社（MÁV Rt.） Magyar Államvasutak Rt.（1993年） →MÁVハンガリー国家鉄道株式会社（MÁV Zrt.） MÁV Magyar Államvasutak Zrt.（2005年） | - MÁVハンガリー国家鉄道株式会社（MÁV Zrt.） MÁV Magyar Államvasutak Zrt.（2005年） | - 旅客：MÁVハンガリー国家鉄道株式会社（MÁV Zrt.） MÁV Magyar Államvasutak Zrt.（2005年） →MÁVスタート株式会社（MÁV-START） MÁV-START Zrt.（2007年） - 貨物：MÁVカーゴ貨物輸送株式会社（MÁV Cargo） MÁV Cargo Árufuvarozási Zrt.（2006年） →レールカーゴハンガリア株式会社（Rail Cargo Hungaria） Rail Cargo Hungaria Zrt.（2010年） | － |
| チェコ                        | - チェコスロバキア国家鉄道（ČSD） Československé státní dráhy（1918年） →チェコスロバキア国家鉄道国営会社（ČSD） Československé státní dráhy, n.p.（1948年） →チェコスロバキア国家鉄道公団（ČSD） Československé státní dráhy, s.o.（1989年） | - チェコ鉄道公団（ČD） České dráhy, s.o.（1993年） | - 路線施設保有管理：鉄道輸送路線管理公団（SŽDC） Správa železniční dopravní cesty, s.o.（2003年） - 営業施設保有管理：チェコ鉄道株式会社（ČD） České dráhy, a.s.（2003年） - →【一部移管】路線施設保有管理・営業施設管理：鉄道輸送路線管理公団（SŽDC） Správa železniční dopravní cesty, s.o.（2003年） - →【一部移管】営業施設保有：チェコ鉄道株式会社（ČD） České dráhy, a.s.（2003年） ※2011年営業施設管理事業をSŽDCに移管 - →【全部移管】路線施設保有管理・営業施設保有管理：鉄道輸送路線管理公団（SŽDC） Správa železniční dopravní cesty, s.o.（2003年） ※2016年営業施設所有権をSŽDCに移管 →鉄道管理公団（SŽ） Správa železnic, s.o.（2020年） | - チェコ鉄道株式会社（ČD） České dráhy, a.s.（2003年） - →【分割】旅客：チェコ鉄道株式会社（ČD） České dráhy, a.s.（2003年） - →【分割】貨物：ČDカーゴ株式会社（ČD Cargo） ČD Cargo, a.s.（2007年） | － |
| スロバキア                    | - チェコスロバキア国家鉄道（ČSD） Československé státní dráhy（1918年） →チェコスロバキア国家鉄道国営会社（ČSD） Československé státní dráhy, n.p.（1948年） →チェコスロバキア国家鉄道公団（ČSD） Československé státní dráhy, s.o.（1989年） | - スロバキア共和国鉄道国有会社（ŽSR） Železnice Slovenskej republiky, š.p.（1993年） →スロバキア共和国鉄道（ŽSR） Železnice Slovenskej republiky（1994年） | - スロバキア共和国鉄道（ŽSR） Železnice Slovenskej republiky（1994年） | - 鉄道企業体株式会社（ZSSK） Železničná spoločnosť, a.s.（2003年） - →【分割】旅客：鉄道企業体スロバキア株式会社（ZSSK） Železničná spoločnosť Slovensko, a.s.（2005年） - →【分割】貨物：鉄道企業体カーゴスロバキア株式会社（ZSSK Cargo） Železničná spoločnosť Cargo Slovakia, a.s.（2005年） | － |
| ポーランド                    | - ポーランド国家鉄道（PKP） Polskie Koleje Państwowe（1919年） →ポーランド国家鉄道企業体（PKP） Przedsiębiorstwo „Polskie Koleje Państwowe”（1926年） | - ポーランド国家鉄道（PKP） Polskie Koleje Państwowe（1919年） →ポーランド国家鉄道企業体（PKP） Przedsiębiorstwo „Polskie Koleje Państwowe”（1926年） | - 標準軌路線・営業施設保有管理：PKPポーランド鉄道線株式会社（PKP PLK） PKP Polskie Linie Kolejowe S.A.（2001年） - 広軌路線・営業施設保有管理：PKP精錬広軌線有限責任会社（PKP LHS） PKP Linia Hutnicza Szerokotorowa Sp. z o.o.（2001年） | - 長距離・都市間旅客：PKPインターシティ株式会社（PKP Intercity） PKP Intercity S.A.（2001年） - グダニスク他三都市圏地域旅客：PKP三市都市高速鉄道有限責任会社（PKP SKM） PKP Szybka Kolej Miejska w Trójmieście Sp. z o.o.（2001年） - 三都市圏を除く地域旅客：PKP地域交通有限責任会社（PKP PR） PKP Przewozy Regionalne Sp z o.o.（2001年） →地域交通有限責任会社（PR） Przewozy Regionalne Sp z o.o.（2009年） →ポレギオ有限責任会社（Polregio） Polregio Sp z o.o.（2017年） - 標準軌線貨物：PKPカーゴ株式会社（PKP Cargo） PKP Cargo S.A.（2001年） - 広軌線貨物：PKP精錬広軌線有限責任会社（PKP LHS） PKP Linia Hutnicza Szerokotorowa Sp. z o.o.（2001年） | - ポーランド国家鉄道株式会社（PKP SA） Polskie Koleje Państwowe S.A.（2001年） ※2009年以降の地域交通→ポレギオを除く各事業法人の持株法人 |
| デンマーク                    | - デンマーク鉄道事業会社（DJDS） Det Danske Jernbanedriftselskab（1867年） →ユラン＝フュン鉄道（JFJ） De Jysk-Fyenske Jernbaner（1874年） →ユトランド＝フュン・デンマーク国家鉄道（DSB-JF） De Danske Statsbaner i Jylland-Fyn（1880年） - シェラン島国家鉄道（SSB） De Sjællandske Statsbaner（1880年） - →【統合】デンマーク国家鉄道（DSB） De Danske Statsbaner（1893年） | - デンマーク鉄道事業会社（DJDS） Det Danske Jernbanedriftselskab（1867年） →ユラン＝フュン鉄道（JFJ） De Jysk-Fyenske Jernbaner（1874年） →ユトランド＝フュン・デンマーク国家鉄道（DSB-JF） De Danske Statsbaner i Jylland-Fyn（1880年） - シェラン島国家鉄道（SSB） De Sjællandske Statsbaner（1880年） - →【統合】デンマーク国家鉄道（DSB） De Danske Statsbaner（1893年） | - 路線施設保有管理：線路委員会（Banestyrelsen） Banestyrelsen（1997年） ※運輸省外局 →デンマーク線路局（Banedanmark） Banedanmark（2004年） ※運輸省直営企業体 →デンマーク線路局（Banedanmark） Banedanmark（2010年） ※運輸省外局 - 営業施設保有管理：デンマーク国家鉄道（DSB） De Danske Statsbaner（1893年） →DSB独立公開会社（DSB） DSB SOV（1999年） | - デンマーク国家鉄道（DSB） De Danske Statsbaner（1893年） →DSB独立公開会社（DSB） DSB SOV（1999年） - →【分割】旅客：DSB独立公開会社（DSB） DSB SOV（1999年） - →【分割】貨物：レールオンデンマークサービス株式会社（Railion Denmark） Railion Danmark Services A/S（2001年） →DBシェンカーレールデンマークサービス株式会社（DB Schenker Denmark） DB Schenker Rail Danmark Services A/S（2008年） →DBカーゴデンマークサービス株式会社（DB Cargo Danmark） DB Cargo Danmark Services A/S（2016年） →DBカーゴスカンジナビア株式会社（DB Cargo Scandinavia） DB Cargo Scandinavia A/S（2016年） | － |
| スウェーデン                  | - 国家鉄道（SJ） Statens Järnvägar（1856年） | - 国家鉄道（SJ） Statens Järnvägar（1856年） | - 路線施設保有管理：線路管理局（BV） Banverket（1988年） ※通商産業省外局 - →【統合】運輸管理局（TV） Trafikverket（2010年） ※通商産業省道路管理局（Vägverkets）、同海運管理局（Sjöfartsverkets）と統合。通商産業省→施設省外局 - 営業施設保有管理：国家鉄道（SJ） Statens Järnvägar（1856年） - →【移管】鉄道駅株式会社（Jernhusen） Jernhusen AB（2001年） | - 国家鉄道（SJ） Statens Järnvägar（1856年） - →【分割】旅客：SJ株式会社（SJ AB） SJ AB（2001年） - →【分割】貨物：グリーンカーゴ株式会社（Green Cargo） Green Cargo AB（2001年） | － |
| フィンランド                  | - フィンランド国家鉄道（SVR） Suomen Valtion Rautatiet（1862年） →国家鉄道（VR） Valtionrautatiet（1922年） →国家鉄道（VR） Valtionrautatiet（1989年） ※国有企業（Valtion liikelaitos）化 | - フィンランド国家鉄道（SVR） Suomen Valtion Rautatiet（1862年） →国家鉄道（VR） Valtionrautatiet（1922年） →国家鉄道（VR） Valtionrautatiet（1989年） ※国有企業（Valtion liikelaitos）化 | - 路線施設保有管理：線路管理センター（フィンランド鉄道庁、RHK） Ratahallintokeskus（1995年） ※運輸通信省外局 - →【統合】運輸管理局（Liikennevirasto) Liikennevirasto（2010年） ※運輸通信省道路管理局（Tiehallinto）、同海運管理局（Merenkulkulaitos）と統合、運輸通信省外局 →交通施設総合管理局（Väylävirasto) Väylävirasto（2018年） - 運行管理・営業施設保有管理：VR企業合同株式会社（VRグループ、VR Group） VR-Yhtymä Oy（1995年） - →【分割】運行管理：フィンレール株式会社（Fintraffic） Finrail Oy（2012年） →フィンレール株式会社（Fintraffic） Finrail Oy（2012年） ※2015年、VR企業合同から資本離脱 →フィントラフィック路線株式会社（Fintraffic） Fintraffic Raide Oy（2020年） - →【分割】営業施設保有管理：VR企業合同株式会社（VR Group） VR-Yhtymä Oy（1995年） | - 旅客：VR企業合同株式会社（VR Group） VR-Yhtymä Oy（1995年） - 貨物：VRカーゴ株式会社（VR Transpoint） VR Cargo Oy（1995年） ※VR企業合同が保有する自動車貨物運送事業者・トランスポイント株式会社系列との合同ブランド「VRトランスポイント」で貨物運輸事業を実施 | － |
| リトアニア                    | - リトアニア鉄道（LG） Lietuvos geležinkeliai（1919年） →リトアニア鉄道委員会（LG） Lietuvos geležinkelių valdyba（1940年） →バルト鉄道局（BG） Baltijos geležinkelio（1953年） →リトアニア鉄道（LG） Lietuvos geležinkeliai（1956） →バルト鉄道局（BG） Baltijos geležinkelio（1963年） →リトアニア鉄道国有会社（LG） Vį „Lietuvos geležinkeliai“（1991年） →リトアニア鉄道特殊目的株式会社（LG） SPAB „Lietuvos geležinkeliai“（1995年） →リトアニア鉄道株式会社（LG） AB „Lietuvos geležinkeliai“（2001年） | - リトアニア鉄道（LG） Lietuvos geležinkeliai（1919年） →リトアニア鉄道委員会（LG） Lietuvos geležinkelių valdyba（1940年） →バルト鉄道局（BG） Baltijos geležinkelio（1953年） →リトアニア鉄道（LG） Lietuvos geležinkeliai（1956） →バルト鉄道局（BG） Baltijos geležinkelio（1963年） →リトアニア鉄道国有会社（LG） Vį „Lietuvos geležinkeliai“（1991年） →リトアニア鉄道特殊目的株式会社（LG） SPAB „Lietuvos geležinkeliai“（1995年） →リトアニア鉄道株式会社（LG） AB „Lietuvos geležinkeliai“（2001年） | - リトアニア鉄道施設株式会社（LG Infra） AB „Lietuvos geležinkelių infrastruktūra“（2019年） →LTGインフラ株式会社（LTG Infra） AB „LTG Infra“（2020年） | - 旅客：LG旅客非公開株式会社（LG Keleiviams） UAB „LG Keleiviams“（2019年） →LTGリンク非公開株式会社（LTG Link） UAB „LTG Link“（2020年） - 貨物：LGカーゴ非公開株式会社（LG Cargo） UAB „LG Cargo“（2019年） →LTGカーゴ非公開株式会社（LTG Cargo） UAB „LTG Cargo“（2020年） | - リトアニア鉄道株式会社（LG→LTG） AB „Lietuvos geležinkeliai“（2001年） ※2019年持株法人化、2020年略称変更 |
| ラトビア                      | - ラトビア鉄道委員会（LDz） Latvijas Dzelzceļa virsvaldes（1919年） →運輸路線人民委員会管理ラトビア鉄道（LDz） SCTK pārvalde „Latvijas dzelzceļš”（1940年） →バルト鉄道局（BDz） Baltijas dzelzceļa（1953年） →ラトビア鉄道（LDz） Latvijas dzelzceļa（1956年） →バルト鉄道局（BDz） Baltijas dzelzceļa（1963年） →ラトビア鉄道国有会社（LDz） VU „Latvijas dzelzceļš”（1991年） →ラトビア鉄道国有株式会社（LDz） VAS „Latvijas dzelzceļš”（1993年） | - ラトビア鉄道委員会（LDz） Latvijas Dzelzceļa virsvaldes（1919年） →運輸路線人民委員会管理ラトビア鉄道（LDz） SCTK pārvalde „Latvijas dzelzceļš”（1940年） →バルト鉄道局（BDz） Baltijas dzelzceļa（1953年） →ラトビア鉄道（LDz） Latvijas dzelzceļa（1956年） →バルト鉄道局（BDz） Baltijas dzelzceļa（1963年） →ラトビア鉄道国有会社（LDz） VU „Latvijas dzelzceļš”（1991年） →ラトビア鉄道国有株式会社（LDz） VAS „Latvijas dzelzceļš”（1993年） | - ラトビア鉄道国有株式会社（LDz） VAS „Latvijas dzelzceļš”（1993年） - →【分割】施設保有管理：ラトビア鉄道国有株式会社（LDz） VAS „Latvijas dzelzceļš”（1993年） - →【分割】運行枠割当：ラトレールネット株式会社（LatRailNet） AS "LatRailNet"（2010年） | - 国内旅客： 旅客列車国有株式会社（PV） VAS “Pasažieru vilciens”（2001年） - 貨物・長距離旅客：ラトビア鉄道国有株式会社（LDz） VAS „Latvijas dzelzceļš”（1993年） →LDzカーゴ有限責任会社（LDz Cargo） SIA „LDz Cargo”（2007年） | － |
| エストニア                    | - エストニア鉄道（EVR） Eesti Raudtee（1918年） →エストニア・ソビエト社会主義共和国鉄道管理局 Eesti NSV Raudteevalitsus（1940年） →バルト鉄道局（BR） Balti raudtee（1953年） →エストニア・ソビエト社会主義共和国鉄道管理局 Eesti NSV Raudteevalitsus（1956年） →バルト鉄道局エストニア鉄道（BRER） Balti Raudtee Eesti Raudteekonna（1963年） →エストニア鉄道公共企業体（EVR） Riigiettevõte Eesti Raudtee（1992年） →エストニア鉄道株式会社（EVR） Eesti Raudtee AS （2001年） | - エストニア鉄道（EVR） Eesti Raudtee（1918年） →エストニア・ソビエト社会主義共和国鉄道管理局 Eesti NSV Raudteevalitsus（1940年） →バルト鉄道局（BR） Balti raudtee（1953年） →エストニア・ソビエト社会主義共和国鉄道管理局 Eesti NSV Raudteevalitsus（1956年） →バルト鉄道局エストニア鉄道（BRER） Balti Raudtee Eesti Raudteekonna（1963年） →エストニア鉄道公共企業体（EVR） Riigiettevõte Eesti Raudtee（1992年） →エストニア鉄道株式会社（EVR） Eesti Raudtee AS （2001年） | - エストニア鉄道株式会社（EVR） Eesti Raudtee AS （2001年） | - 国内旅客：電気鉄道株式会社 Elektriraudtee AS（1998年） →エストニア定期列車株式会社（ELRON） Eesti Liinirongid AS（2014年） - 貨物：EVRカーゴ株式会社（EVR Cargo） AS EVR Cargo（2009年） →オペレール株式会社（Operail） AS Operail（2018年） | － |
| ルーマニア                    | - ルーマニア鉄道王子立管理局 Direcţiunea Princiară a Căilor Ferate Române（1880年） →ルーマニア鉄道管理総局（DGCFR / CFR） Direcția Generală a Căilor Ferate Române（1883年） →ルーマニア鉄道国有企業体（SNCFR / CFR） Societatea Naţională a Căilor Ferate Române（1990年） | - ルーマニア鉄道王子立管理局 Direcţiunea Princiară a Căilor Ferate Române（1880年） →ルーマニア鉄道管理総局（DGCFR / CFR） Direcția Generală a Căilor Ferate Române（1883年） →ルーマニア鉄道国有企業体（SNCFR / CFR） Societatea Naţională a Căilor Ferate Române（1990年） | - ルーマニア鉄道・鉄道国有事業体株式会社（CFR Infrastructură） Compania Naţională de Căi Ferate „Căilor Ferate Române” - S.A.（1998年） | - 旅客：CFR旅客・旅客鉄道輸送国有企業体株式会社（CFR Călători） Societatea Națională de Transport Feroviar de Călători „CFR Călători” - S.A.（1998年） - 貨物：CFR貨物・貨物鉄道輸送国有企業体株式会社（CFR Marfă） Societatea Naționala de Transport Feroviar de Marfă „CFR Marfă” - S.A.（1998年） | － |
| スロベニア                    | - セルビア人・クロアチア人・スロベニア人王国鉄道（SHS） Željeznice Kraljevine Srba, Hrvata i Slovenaca（1918年） →ユーゴスラビア王国立ユーゴスラビア国家鉄道（JDŽ） Jugoslovanske državne železnice Kraljevine Jugoslavije（1929年） →ユーゴスラビア連邦人民共和国立ユーゴスラビア国家鉄道（JDŽ） Jugoslovanske državne železnice FLRJ（1945年） →ユーゴスラビア連邦社会主義共和国立ユーゴスラビア鉄道（JŽ） Jugoslovanske železnice SFRJ（1952年） ※ユーゴスラビア鉄道共同体（SJŽ）加盟各企業体による共同運営体制に移行 ユーゴスラビア鉄道共同体リュブリャナ鉄道輸送企業体（SJŽ, ŽTP Ljubljana） Skupnost jugoslovanskih železnic, Železniško transportno podjetje Ljubljana（1954年） →ユーゴスラビア鉄道共同体リュブリャナ共同鉄道企業体（SJŽ, SŽP Ljubljana） Skupnost jugoslovanskih železnic, Skupnost železniških podjetij Ljubljana（1961年） →ユーゴスラビア鉄道共同体リュブリャナ連合鉄道輸送企業体（SJŽ, ZŽPT Ljubljana） Skupnost jugoslovanskih železnic, Združeno železniško transportno podjetje Ljubljana（1965年） →ユーゴスラビア鉄道共同体リュブリャナ鉄道営団（SJŽ, ŽG Ljubljana） Skupnost jugoslovanskih železnic, Železniško gospodarstvo Ljubljana（1973年） →スロベニア鉄道公開株式会社（SŽ） Slovenske železnice, d.d.（1991年） | - セルビア人・クロアチア人・スロベニア人王国鉄道（SHS） Željeznice Kraljevine Srba, Hrvata i Slovenaca（1918年） →ユーゴスラビア王国立ユーゴスラビア国家鉄道（JDŽ） Jugoslovanske državne železnice Kraljevine Jugoslavije（1929年） →ユーゴスラビア連邦人民共和国立ユーゴスラビア国家鉄道（JDŽ） Jugoslovanske državne železnice FLRJ（1945年） →ユーゴスラビア連邦社会主義共和国立ユーゴスラビア鉄道（JŽ） Jugoslovanske železnice SFRJ（1952年） ※ユーゴスラビア鉄道共同体（SJŽ）加盟各企業体による共同運営体制に移行 ユーゴスラビア鉄道共同体リュブリャナ鉄道輸送企業体（SJŽ, ŽTP Ljubljana） Skupnost jugoslovanskih železnic, Železniško transportno podjetje Ljubljana（1954年） →ユーゴスラビア鉄道共同体リュブリャナ共同鉄道企業体（SJŽ, SŽP Ljubljana） Skupnost jugoslovanskih železnic, Skupnost železniških podjetij Ljubljana（1961年） →ユーゴスラビア鉄道共同体リュブリャナ連合鉄道輸送企業体（SJŽ, ZŽPT Ljubljana） Skupnost jugoslovanskih železnic, Združeno železniško transportno podjetje Ljubljana（1965年） →ユーゴスラビア鉄道共同体リュブリャナ鉄道営団（SJŽ, ŽG Ljubljana） Skupnost jugoslovanskih železnic, Železniško gospodarstvo Ljubljana（1973年） →スロベニア鉄道公開株式会社（SŽ） Slovenske železnice, d.d.（1991年） | - スロベニア鉄道・施設有限責任会社（SŽ-Infrastruktura） Slovenske železnice – Infrastruktura, d.o.o.（2004年） | - 旅客：スロベニア鉄道・旅客輸送有限責任会社（SŽ-Potniški promet） Slovenske železnice – Potniški promet, d.o.o.（2004年） - 貨物：スロベニア鉄道・貨物輸送有限責任会社（SŽ-Tovorni promet） Slovenske železnice – Tovorni promet, d.o.o.（2004年） | - スロベニア鉄道有限責任会社（SŽ） Slovenske železnice, d.o.o.（2003年） |
| クロアチア                    | - セルビア人・クロアチア人・スロベニア人王国鉄道（SHS） Željeznice Kraljevine Srba, Hrvata i Slovenaca（1918年） →ユーゴスラビア王国立ユーゴスラビア国家鉄道（JDŽ） Jugoslavenske državne željeznice Kraljevine Jugoslavije（1929年） →ユーゴスラビア連邦人民共和国立ユーゴスラビア国家鉄道（JDŽ） Jugoslavenske državne, željeznice FNRJ（1945年） →ユーゴスラビア連邦社会主義共和国立ユーゴスラビア鉄道（JŽ） Jugoslavenske željeznice SFRJ（1952年） ※ユーゴスラビア鉄道共同体（ZJŽ）加盟各企業体による共同運営体制に移行 ユーゴスラビア鉄道共同体ザグレブ鉄道輸送企業体（ZJŽ, ŽTP Zagreb） Zajednica jugoslavenskih željeznica, Željezničko transportno poduzeće Zagreb（1952年） →クロアチア鉄道有限責任会社（HŽ） Hrvatske željeznice d.o.o.（1991年） | - セルビア人・クロアチア人・スロベニア人王国鉄道（SHS） Željeznice Kraljevine Srba, Hrvata i Slovenaca（1918年） →ユーゴスラビア王国立ユーゴスラビア国家鉄道（JDŽ） Jugoslavenske državne željeznice Kraljevine Jugoslavije（1929年） →ユーゴスラビア連邦人民共和国立ユーゴスラビア国家鉄道（JDŽ） Jugoslavenske državne, željeznice FNRJ（1945年） →ユーゴスラビア連邦社会主義共和国立ユーゴスラビア鉄道（JŽ） Jugoslavenske željeznice SFRJ（1952年） ※ユーゴスラビア鉄道共同体（ZJŽ）加盟各企業体による共同運営体制に移行 ユーゴスラビア鉄道共同体ザグレブ鉄道輸送企業体（ZJŽ, ŽTP Zagreb） Zajednica jugoslavenskih željeznica, Željezničko transportno poduzeće Zagreb（1952年） →クロアチア鉄道有限責任会社（HŽ） Hrvatske željeznice d.o.o.（1991年） | - HŽ施設有限責任会社（HŽ Infrastruktura） HŽ Infrastruktura d.o.o.（2006年） | - 旅客：HŽ旅客輸送有限責任会社（HŽPP） HŽ Putnički prijevoz d.o.o.（2006年） - 貨物：HŽカーゴ有限責任会社（HŽ Cargo） HŽ Cargo d.o.o.（2006年） - 機関車保有運用：HŽ列車牽引有限責任会社（HŽ Vuča vlakova） HŽ Vuča vlakova（2006年） ※2012年、HŽ旅客・HŽカーゴに分割解散 | - HŽホールディング有限責任会社（HŽ-Holding） HŽ-Holding d.o.o. （2006年） ※2012年、持株機能をHŽ施設に移管解散 |
| ブルガリア                    | - ブルガリア国家鉄道（БДЖ） Български държавни железници（1888年） →ブルガリア国家鉄道国営会社（БДЖ） Държавната фирма "Български държавни железници"（1947年） →ブルガリア国家鉄道国有会社（БДЖ） НК „Български държавни железници”（1995年） | - ブルガリア国家鉄道（БДЖ） Български държавни железници（1888年） →ブルガリア国家鉄道国営会社（БДЖ） Държавната фирма "Български държавни железници"（1947年） →ブルガリア国家鉄道国有会社（БДЖ） НК „Български държавни железници”（1995年） | - 鉄道施設国有会社（НКЖИ） НК „Железопътна инфраструктура”（2002年） | - ブルガリア国家鉄道単独株式会社（БДЖ） „Български държавни железници” ЕАД（2002年） - →【分割】座席指定高速列車：ブルガリア国家鉄道ホールディング単独株式会社（Холдинг БДЖ） „Холдинг Български държавни железници” ЕАД（2007年） - →【分割】旅客：BDZ・旅客輸送単独有限責任会社（БДЖ – Пътнически превози） „БДЖ – Пътнически превози” ЕООД（2007年） - →【分割】貨物：BDZ・貨物輸送単独有限責任会社（БДЖ – Товарни превози） „БДЖ – Товарни превози” ЕООД（2007年） - →【分割】機関車保有運用：BDZ・牽引車両単独有限責任会社（БДЖ – Локомотиви） „БДЖ – Тягов подвижен състав” ЕООД（2007年） ※2010年、BDZホールディング・BDZ旅客・BDZ貨物に分割解散 | - ブルガリア国家鉄道ホールディング単独株式会社（Холдинг БДЖ） „Холдинг Български държавни железници” ЕАД（2007年） ※原則として鉄道施設国有会社を除く各事業法人の持株法人であるが国鉄事業のうち座席指定を要する「高速」列車（БВЗР）の管理および運行事業のみBDZホールディングが行う |
| ギリシャ                      | - ギリシャ国家鉄道（ΣΕΚ） Σιδηρόδρομοι Ελληνικού Κράτους（1920年） →ギリシャ鉄道機構株式会社（ギリシャ国鉄、ΟΣΕ） Οργανισμός Σιδηροδρόμων Ελλάδας Α.Ε.（1971年） | - ギリシャ国家鉄道（ΣΕΚ） Σιδηρόδρομοι Ελληνικού Κράτους（1920年） →ギリシャ鉄道機構株式会社（ギリシャ国鉄、ΟΣΕ） Οργανισμός Σιδηροδρόμων Ελλάδας Α.Ε.（1971年） | - 鉄道施設国家管理株式会社（ΕΔΙΣΥ） Εθνικός Διαχειριστής Σιδηροδρομικής Υποδομής Α.Ε.（2005年） - →【統合】ギリシャ鉄道機構株式会社（ΟΣΕ） Οργανισμός Σιδηροδρόμων Ελλάδας Α.Ε.（1971年） ※2008年、ギリシャ鉄道機構が鉄道施設国家管理を吸収合併 | - 列車運行：トレノセ株式会社（TrainOSE） ΤΡΑΙΝΟΣΕ Α.Ε.（2005年） - 車両保有管理：ギリシャ鉄道機構株式会社（ΟΣΕ） Οργανισμός Σιδηροδρόμων Ελλάδας Α.Ε.（1971年） | － |

#### その他のヨーロッパ諸国
- スイス連邦鉄道 (SBB / CFF / FFS)
- セルビア鉄道 - ユーゴスラビア連邦解体時にモンテネグロ鉄道と分離
- モンテネグロ鉄道 - ユーゴスラビア連邦解体時にセルビア鉄道と分離
- ボスニア・ヘルツェゴビナ連邦 - 事実上2機関に分かれている（ボスニア・ヘルツェゴビナの鉄道を参照）
  - ボスニア・ヘルツェゴビナ連邦鉄道  - ボスニア・ヘルツェゴビナ連邦が運営
  - スルプスカ共和国鉄道 - スルプスカ共和国が運営
- コソボ鉄道 - コソボのセルビアからの事実上の独立に伴い、セルビア鉄道から分離して運営開始
- マケドニア鉄道 - ユーゴスラビア鉄道から分離
- アルバニア鉄道

### CIS諸国
- ウクライナ鉄道
- ベラルーシ鉄道
- ロシア国鉄 - ソ連運輸通信省（МПС СССР）から1992年、ロシア連邦運輸通信省（МПС Российской Федерации）に移管。2003年に連邦鉄道事業をロシア連邦政府100%出資のロシア鉄道公開株式会社（ОАО «Российские железные дороги»）に移管。2007年に第一貨物企業体公開株式会社（ОАО «Первая грузовая компания»）に貨物列車運行事業を、2010年に第二貨物企業体公開株式会社（ОАО «Вторая грузовая компания»）に貨物列車運行事業、連邦旅客企業体公開株式会社（ОАО «Федеральная пассажирская компания»）に長距離旅客列車運行事業をそれぞれ分割移管。
- ジョージア鉄道
- カザフスタン鉄道

### アフリカ
- エジプト鉄道（ENR）
- チュニジア鉄道（SNCFT）
- アルジェリア国営鉄道会社（英語版）（SNTF）[20]
- Anesrif（英語版） - アルジェリア
- モロッコ国営鉄道 (ONCF)
- スーダン鉄道（SRC）
- ナイジェリア鉄道公社（英語版）（NRC）[21][22]
- ケニア鉄道公社（英語版）（KRC、KR）[23]
- コンゴ国営鉄道会社（英語版）（SNCC）[24] - コンゴ民主共和国
- 運輸港湾公社（SCTP）[25] - コンゴ民主共和国。旧オナトラ（ONATRA）
- コンゴ・オセアン鉄道（COR、CFCO） - コンゴ共和国
- タンザニア鉄道会社（英語版）（TRC）[26][27]
- タンザニア・ザンビア鉄道機関（TAZARA） - タンザン鉄道
- ザンビア鉄道（英語版）（ZR）
- モザンビーク港湾鉄道公社（英語版）（CFM）
- ジンバブエ国鉄（英語版）（NRZ）
- トランスナミブ - ナミビアの国営企業
- エスワティニ鉄道（ESR）
- 南アフリカ旅客鉄道公社（PRASA）
- トランスネット - 南アフリカ政府が全額出資する株式会社

### 南北アメリカ
- アムトラック
- VIA鉄道
- メキシコ国鉄
- コスタリカ国鉄
- ニカラグア国鉄（2001年より鉄道運営を停止）
- コロンビア国鉄
- チリ国鉄
- アルゼンチン国鉄（1991年 - 1995年にかけて民営化→2008年 - 2017年にかけて一部を除き再び国有化）
- ブラジルの国鉄